# Comuna Zănești, Neamț
Zănești este o comună în județul Neamț, Moldova, România, formată din satele Traian și Zănești (reședința).

## Așezare
Comuna se află în sudul județului, pe malul stâng al Bistriței și al Cracăului, în aval de confluența celor două râuri. Este străbătută de șoseaua națională DN15, care leagă Piatra Neamț de Bacău.

## Demografie
Componența etnică a comunei Zănești
     Români (89,92%)
     Alte etnii (0,1%)
     Necunoscută (9,98%)
Componența confesională a comunei Zănești
     Ortodocși (88,28%)
     Alte religii (0,78%)
     Necunoscută (10,94%)
Conform recensământului efectuat în 2021, populația comunei Zănești se ridică la 4.990 de locuitori, în creștere față de recensământul anterior din 2011, când fuseseră înregistrați 4.902 locuitori. Majoritatea locuitorilor sunt români (89,92%), iar pentru 9,98% nu se cunoaște apartenența etnică. Din punct de vedere confesional, majoritatea locuitorilor sunt ortodocși (88,28%), iar pentru 10,94% nu se cunoaște apartenența confesională.

## Politică și administrație
Comuna Zănești este administrată de un primar și un consiliu local compus din 15 consilieri. Primarul, Ioan Filip[*], de la Partidul Social Democrat, este în funcție din 2012. Începând cu alegerile locale din 2024, consiliul local are următoarea componență pe partide politice:
|  | Partid                          | Consilieri | Componența Consiliului | Componența Consiliului | Componența Consiliului | Componența Consiliului | Componența Consiliului | Componența Consiliului | Componența Consiliului | Componența Consiliului |
|  | ------------------------------- | ---------- | ---------------------- | ---------------------- | ---------------------- | ---------------------- | ---------------------- | ---------------------- | ---------------------- | ---------------------- |
|  | Partidul Social Democrat        | 8          |                        |                        |                        |                        |                        |                        |                        |                        |
|  | Partidul Național Liberal       | 3          |                        |                        |                        |                        |                        |                        |                        |                        |
|  | Alianța Dreapta Unită           | 2          |                        |                        |                        |                        |                        |                        |                        |                        |
|  | Alianța pentru Unirea Românilor | 1          |                        |                        |                        |                        |                        |                        |                        |                        |
|  | Partidul S.O.S. România         | 1          |                        |                        |                        |                        |                        |                        |                        |                        |

## Istorie
La sfârșitul secolului al XIX-lea, comuna făcea parte din plasa Bistrița a județului Neamț și era formată din satele Zănești, Fauri de Jos, Fauri de Sus și Traian, având în total 2038 de locuitori. În comună funcționau o biserică și o școală. Anuarul Socec din 1925 o consemnează în aceeași plasă, având 2841 de locuitori în satele Fauri, Traian și Zănești.
În 1950, comuna a fost transferată raionului Buhuși și apoi (după 1964) raionului Piatra Neamț din regiunea Bacău. În 1968, a revenit la județul Neamț, reînființat; tot atunci, satul Fauri a fost desființat și comasat cu satul Zănești.

## Monumente istorice
Singurul obiectiv din comuna Zănești inclus în lista monumentelor istorice din județul Neamț ca monument de interes local este situl arheologic de pe „Dealul Fântânilor”, lângă satul Traian, sit ce cuprinde urmele unor așezări din neoliticul mijlociu (cultura ceramicii liniare) și eneolitic (cultura Cucuteni, faza AB).